# Edward Toms
Edward James Toms (* 11. Dezember 1899 in Uxbridge, London Borough of Hillingdon; † 2. Januar 1971 in Wareham) war ein britischer Sprinter.
1924 wurde er englischer Meister über 440 Yards in seiner persönlichen Bestzeit von 50,0 s. Bei den Olympischen Spielen in Paris schied er über 400 m im Viertelfinale nach einem Sturz aus. In der 4-mal-400-Meter-Staffel gewann er mit der britischen Mannschaft Bronze.